# Brühlhof (Biel)
Der Brühlhof (erbaut 1930 bis 1937), Mattenstrasse 83, 85, 87, 89, 91 und 93 in Biel im Kanton Bern in der Schweiz wurde im Stil einer Mischform des Neuen Bauens und des Art déco errichtet. Er steht als Kulturgut unter Denkmalschutz.

## Lage

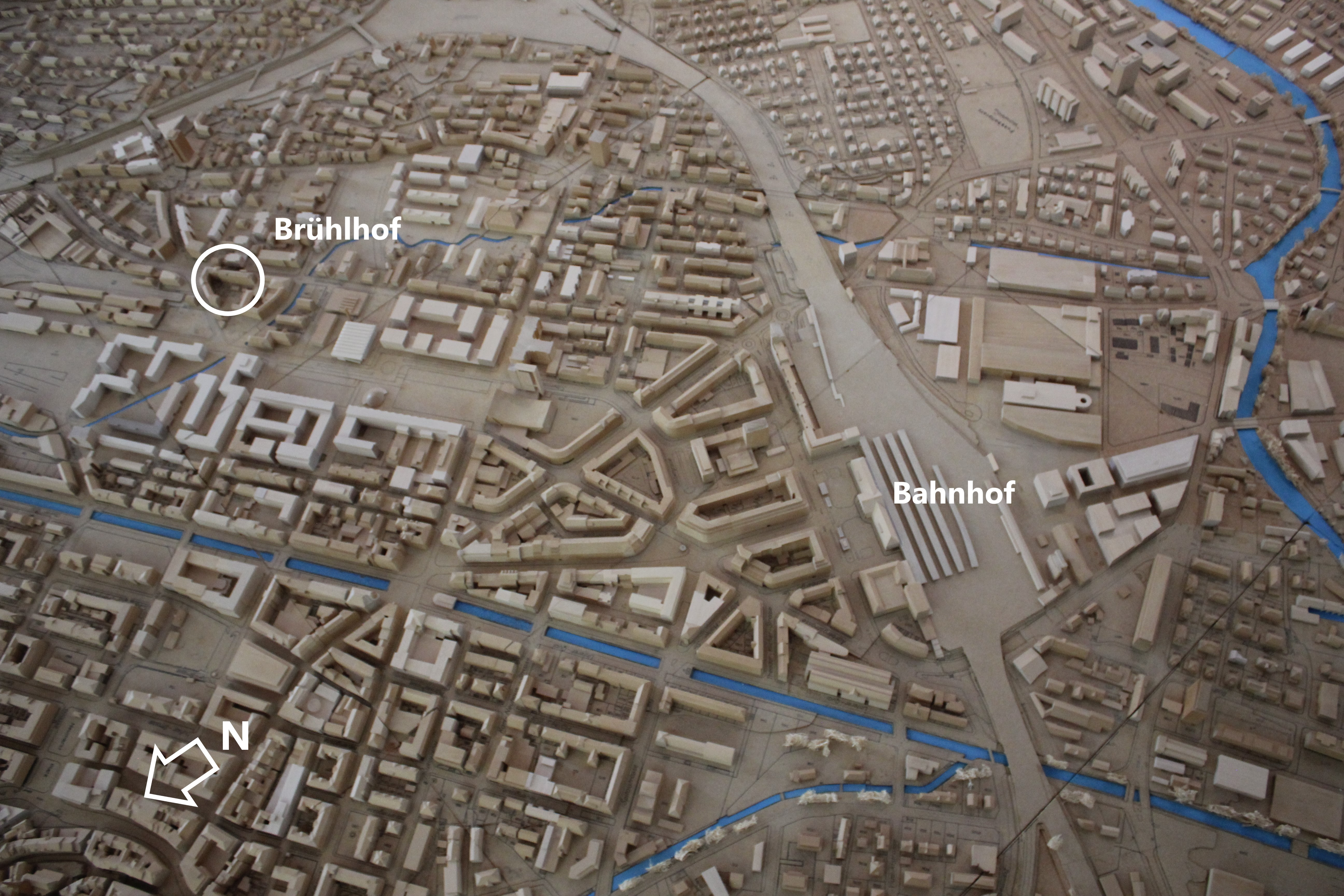
Lage des Brühlhofs, Mattenstrasse 83, 85, 87, 89, 91 und 93

Der Brühlhof liegt in der Bieler Neustadt in einem Dreieck zwischen der Brühlstrasse im Norden, der Mattenstrasse im Südosten und der Alleestrasse im Westen. Das Gebiet liegt nordöstlich des Bieler Bahnhofes. Das Wartehäuschen der städtischen Verkehrsbetriebe liegt entlang der Brühlstrasse weiter östlich.
Die Gebäude gehören zur Baugruppe Q (Biel, Mattenstrasse/Brühlstrasse).

## Geschichte
Ursprünglich war auf dem Grundstück eine Blockrandbebauung mit Fabrik geplant. Die Bebauung war vom Karl-Marx-Hof inspiriert. Es sollte eine «Arbeiterburg» für das «Rote Biel» entstehen. In Biel hatte es vom 12. bis 14. November 1918 einen Generalstreik der unzufriedenen Arbeiterschaft gegeben. Die Gleise in Biel wurden blockiert, jedoch löste das Militär die Blockade auf. Im Grenchen starben bei den Auseinandersetzungen drei Menschen. 1921 gab es die ersten Wahlen nach dem Ende des Krieges, die die Sozialdemokraten gewannen. Sie und der neue Stadtpräsident Guido Müller sowie die Stadtbauverwaltung standen dem «Neuen Bauen» offen gegenüber. Nach dem Abbau der Schulden der Vorgängerregierung entstanden ab 1927 die ersten Bauten der «Bieler Moderne».
Errichtet wurden in der Zeit zwischen 1930 und 1937 sechs Wohnhäuser, die durch die rote Fassade ein Symbol der Stärke darstellten. Die Architektur ist als Gesamtkonzept der Lebensbereiche gedacht. Die Gebäude wurden im Jahr 2010 renoviert.
Die Bauwerke wurden 2003 rechtswirksam im Bauinventar des Kantons als «schützenswert» verzeichnet. Mit Ausnahme der Mattenstrasse 93 sind die Gebäude durch Verträge aus den Jahren 2004, 2006 und 2015 geschützt.

## Beschreibung
Entlang der Mattenstrasse entwickelte sich diese durch die rote Fassade auffallende Bebauung aus sechs Mehrfamilienhäuser. Die zahlreichen Vorsprünge aus der Fassade, individuellen Eingänge, Einfriedungen und Balkone sowie die aus Rundungen und Zackenmotiven bestehende Zierelemente erzeugen eine expressive Vielfalt der Formen. Die Häuser wurden auch von verschiedenen Architekten entworfen. Dennoch ist übergreifend eine Einheitlichkeit erzielt worden. Als Materialien der Fassadengestaltung wurden Putz und Klinker eingesetzt. Der Sockel der Gebäude wurde optisch hervorgehoben und oftmals bis auf die Höhe der Fensterbrüstungen im Erdgeschoss nach oben gezogen. Es entstand eine «qualitätvolle Mischform von Neuem Bauen und Art déco». Der Bau wird von der Denkmalbehörde des Kantons als «bedeutender Zeuge des „Roten Biel“» bewertet.